# 徐德裕
徐德裕（1812年10月20日—？年）（嘉慶壬申年九月十六日生），字寬夫，號益齋，行一，貴州省安順府鎮寧州人，原籍江南江寧府上元縣，世居四川省邛州直隸州，民籍。清朝官員。

## 生平
州學優廩生，庚子科鄉試中式第88名，會試中式第155名，殿試三甲第九十六名，朝考入選，欽點即用知縣。官浙江常山縣知縣。

## 家族
- 四世祖徐卿伯，字孟麟，明萬曆進士，官翰林御史，抗直敢言，仕至四川左參政，崇祀貴州貴築鄉賢祠。
- 五世伯叔祖徐必遠順治六年己丑科翰林、徐必遴康熙十五年丙辰科翰林。
- 太高叔祖徐孝常乾隆四年己未科進士。
- 族兄弟徐良梅庚子同榜舉人，道光二十一年辛丑恩科進士，廣州候補府。